# Culbuteur

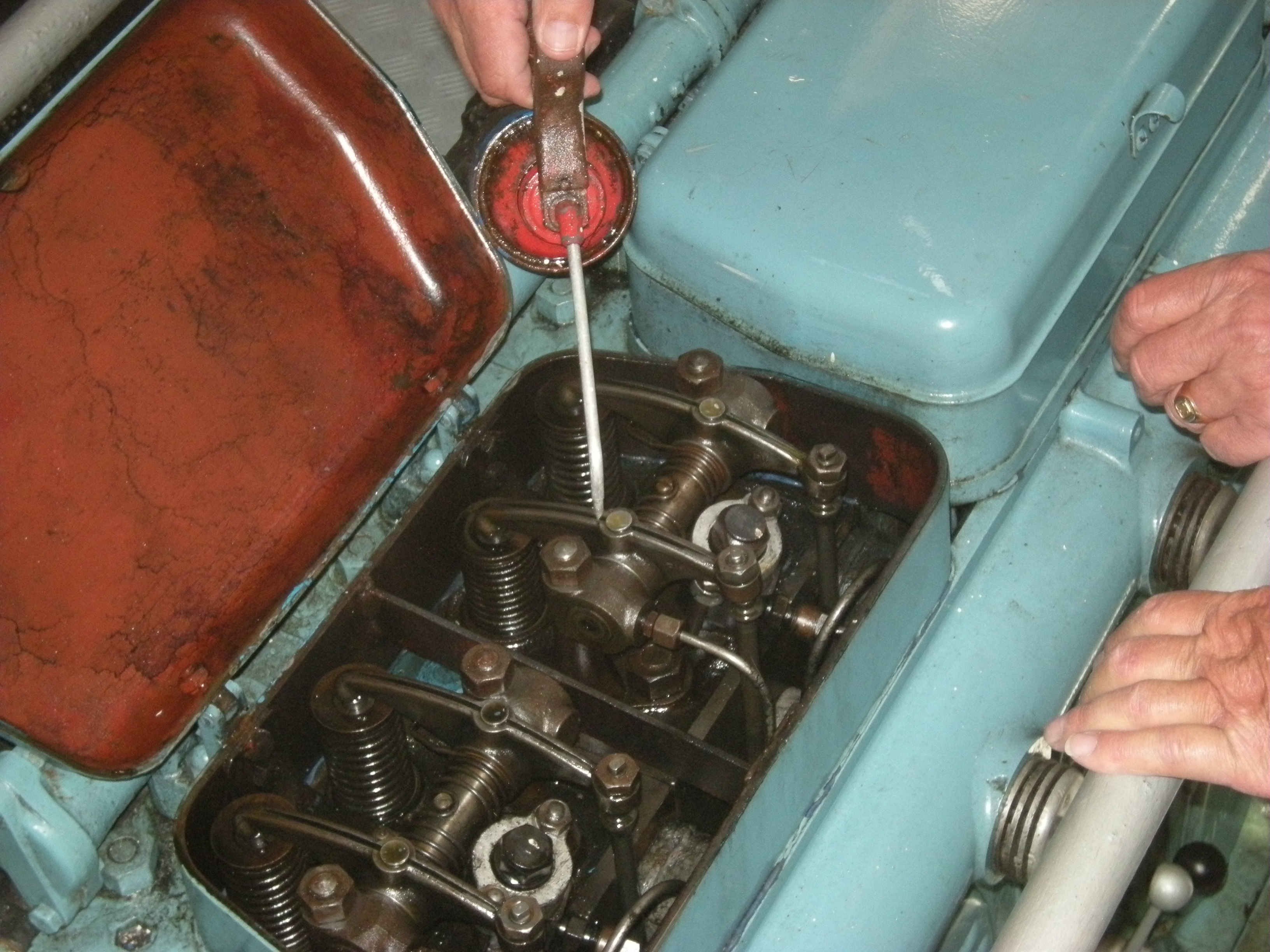
Culbuteurs sur un moteur Diesel marin. Lubrification à la burette avant lancement, sur un ancien bateau, La Horaine.

Un culbuteur est une pièce de mécanique destinée à transmettre un mouvement en changeant la direction et le sens (on parle aussi de basculeur).
La transmission se fait par pivotement autour d'un axe.

## Moteurs culbutés
Dans un moteur à combustion interne, les culbuteurs servent à transmettre la poussée des tiges de culbuteurs vers les soupapes (les soupapes se trouvant au-dessus des cylindres, les tiges de culbuteurs le long des cylindres, sont actionnées par un arbre à cames latéral ou central, situé vers le bas des cylindres, proche du vilebrequin). Ces moteurs sont dits culbutés. Ils ont été très utilisés en automobile de tourisme jusqu'aux années 1970-80. Ils restent encore utilisés sur certaines motos (Harley-Davidson, Moto Guzzi) et sur les moteurs qui ont un régime de rotation maximum peu élevé.
L'extrémité du culbuteur porte un système de vis et contre écrou qui permet de régler (à l'aide d'une cale d'épaisseur calibrée) le jeu entre culbuteur et soupape, opération à réitérer à intervalles réguliers. Classiquement, un jeu trop important entraîne un  claquement caractéristique facilement identifiable par un utilisateur averti, un léger claquement est normal lors d'un démarrage moteur froid, mais il s'estompe une fois que les pièces de distribution ont atteint leur dilatation normale. Un léger excès de jeu (et son claquement) est toutefois préférable à un manque de jeu qui peut entraîner des dégâts importants (coup de flamme sur la portée du siège de soupape mal fermée et soupape « grillée »).

## Moteurs à simple arbre à cames en tête
Si l'on souhaite un régime de rotation plus élevé, il est d'usage de placer le ou les arbres à cames juste au-dessus des soupapes, directement dans la ou les culasse(s) (arbre à cames en tête) : il n'y a plus besoin de tiges de culbuteurs (moins de pièces en mouvement et de jeu, donc moins de risque d'affolement de soupapes).
Lorsque les soupapes sont toutes alignées (soupapes dites « droites »), elles sont coiffées d'un poussoir cylindrique, et ouvertes par l'action directe de la came sur le dessus du poussoir.
Si elles ne sont pas toutes alignées (soupapes « en V »), et que l'on souhaite n'utiliser qu'un seul arbre à cames en tête, on dispose des culbuteurs pour transmettre la poussée des cames aux soupapes.
Commande desmodromique : en raison de certaines faiblesses des ressorts de soupapes (fréquences résonantes entraînant des pertes de contrôle de la fermeture de la soupape), certains constructeurs (comme Ducati) ont eu recours sur leurs motos à hautes performances à ce type de commande, qui suppose deux cames et deux culbuteurs par soupape (une qui pousse sur un culbuteur classique pour l'ouverture et l'autre came qui entraîne un culbuteur fourchu pour fermer la soupape). Efficace sur des moteurs de course suivis par des mécaniciens hautement qualifiés, ce système nécessite cependant un réglage complexe et minutieux par pastilles d'épaisseur, qui renchérit les coûts d'entretien sur les machines de série.

## Moteurs à double arbre à cames en tête
Bien que le montage à double arbre à cames en tête permette de s'affranchir des culbuteurs, il arrive d'utiliser de petits culbuteurs, dits alors « linguets », parfois appelés « basculeurs ».
Un culbuteur transmet à la soupape la poussée de la came en inversant le sens de la poussée qu'il reçoit.
L'axe de pivot d'un culbuteur est situé entre ses deux extrémités, comme une balançoire à bascule.
Un linguet transmet à la soupape la poussée de la came dans le même sens que la poussée qu'il reçoit de la came. Son axe de pivot est situé à l'une de ses extrémités, comme une touche de piano ou une pédale de frein.
Le choix des linguets, plutôt que de l'attaque directe des soupapes par les cames via un poussoir, permet aux ingénieurs motoristes de s'affranchir en partie de certaines lois géométriques et dynamiques concernant la levée et la fermeture des soupapes, leur donnant ainsi plus de liberté en ce qui concerne le diagramme de distribution.
Ce dernier système est surtout utilisé sur des moteurs à (très) haut rendement : sport et compétition.

## Moteurs sans culbuteur
Lorsque les cames poussent directement la queue des soupapes (cas du simple arbre à cames dans un moteur à soupapes alignées ou d'un double arbre à cames en tête), il n'y a plus besoin de culbuteurs.
En général , un poussoir hydraulique est interposé entre came et soupape pour le rattrapage de jeu, bien que certains moteurs double ACT comportent des pastilles calibrées entre poussoir et queue de soupape, qui imposent un fastidieux démontage et remontage de ces arbres à cames pour régler le jeu aux soupapes.
Enfin, l'usage de poussoirs hydrauliques remplace celui des culbuteurs, permettant de mieux amortir les vibrations, ainsi que d'un rattrapage de jeu automatique.

## Culture populaire: le fanzineCulbuteur
En langue anglaise, le mot culbuteur se traduit par le mot « rocker » et a en français une acception grivoise. C'est sans doute pour cette raison qu'un journaliste et éditeur parisien, Patrice Vannoni, lança au début des années 1970, en pleine période d'ébullition de la contre-culture post Mai 68, un magazine (ou fanzine) intitulé Culbuteur, au ton iconoclaste, qui traitait de moto, de musique rock et de bandes dessinées érotiques (les toutes  premières publications du tandem Lob et Pichard). Très représentatif d'une époque de contestation et de libération sexuelle, ce mensuel éphémère — il fit faillite après une petite dizaine de numéros — est devenu un objet de collection recherché.